# Староселье (Городнянский район)
Староселье (укр. Старосілля) — село,
Андреевский сельский совет,
Городнянский район,
Черниговская область,
Украина.
Код КОАТУУ — 7421480405. Население по переписи 2001 года составляло 259 человек .

## Географическое положение
Село Староселье находится на правом берегу реки Верпч,
выше по течению на расстоянии в 1,5 км расположено село Андреевка,
ниже по течению на расстоянии в 2 км расположено село Солоновка,
на противоположном берегу — село Автуничи.